# Donja Rečica
Donja Rečica (cyr. Доња Речица) – wieś w Serbii, w okręgu toplickim, w mieście Prokuplje. W 2011 roku liczyła 357 mieszkańców.